# Nkutshu
Die Nkutshu (auch Ankutshu und Bankutshu, Akutshu, Bakontou, Bakutsu, Bakutu, Bankusu, Bankutshu, Bankutu, Basongo-Meno, Kutschu, Ohindo, Wankutshu) sind eine Ethnie aus der Provinz Kasaï-Oriental in der Demokratischen Republik Kongo. Sie sprechen eine Bantusprache. Ihre direkten Nachbarn sind die  Ndengse, Yela und Ooli. Die Region ist stark bewaldet. Traditionell leben die meisten Nkutshu als Kleinbauern und pflanzen Maniok, Bananen und Kolanüsse an.
Die Nkutshu sind bekannt für ihre besonderen Messer, von denen manche Varianten ein beschwertes Griffstück haben.
Die Nkutshu sind eng verwandt mit den Kusu und Tetela; diese Ethnien haben eine gemeinsame Geschichte und sind ursprünglich aus nordwestlicheren Gebieten eingewandert.